# アンナ・カレーニナ (1997年の映画)
『アンナ・カレーニナ』（Anna Karenina）は、バーナード・ローズ監督による1997年のアメリカ合衆国の映画。レフ・トルストイの『アンナ・カレーニナ』の7度目の映画化であり、全編ロシアでの撮影。同原作のアメリカでの映画化作品で、ロシアで撮影されたのは本作が初である。

## 出演
- アンナ・カレーニナ (Anna Arkadyevna Karenina) - ソフィー・マルソー（日本語吹替：玉川紗己子）
- アレクセイ・ヴロンスキー伯爵 (Count Alexei Kirillovitch Vronsky) - ショーン・ビーン（日本語吹替：森田順平）
- コンスタンティン・ディミートリッチ・レヴィン (Konstantin Dmitrievitch Levin) - アルフレッド・モリナ（日本語吹替：佐古正人）
- エカテリーナ・シチェルバツキー、キティ (Princess Yekaterina Alexandrovna Shcherbatsky, "Kitty") - ミア・カーシュナー（日本語吹替：麻生侑里）
- リディア・イワノヴナ伯爵夫人 (Countess Lydia Ivanovna) - フィオナ・ショウ（日本語吹替：寺内よりえ）
- アレクセイ・カレーニン (Alexei Alexandrovitch Karenin) - ジェームズ・フォックス（日本語吹替：佐々木敏）
- ステパン・オブロンスキー、スティーヴァ (Prince Stepan Arkadyevitch Oblonsky, "Stiva") - ダニー・ヒューストン（日本語吹替：堀之紀）
- カピトーニッチ（Kapitonich, カレーニン家の執事） - ピョートル・シェロホーノフ

日本語吹替は過去に発売されたVHSと旧盤DVDに収録。現在発売の新盤DVDには収録されていない。

## スタッフ
- 監督：バーナード・ローズ
- 製作：ブルース・デイヴィ（英語版）
- 脚本：バーナード・ローズ
- 撮影：ダリン・オカダ
- 美術：ジョン・マイヤー（英語版）
- 音楽監督：ゲオルク・ショルティ
- 編集：ヴィクトール・デュ・ボイス (Victor Du Bois)
- 衣装：マウリツィオ・ミレノッティ（英語版）
- 製作会社：アイコン・プロダクションズ（英語版）

## 撮影地
- サンクトペテルブルク
- モスクワ

## 評
- 鉄屋彰子「アンナとヴロンスキーの道ならぬ恋、レヴィンとキティの関係の2つに光をあてているのが新しい。全編ロシアのロケで、当時を彷彿とさせる映像も美しい」[5]。

## インタビュー
主演のソフィー・マルソーはインタビューで次のように語っている。
- 原作は18歳のときに読んで感動した。グレタ・ガルボの『アンナ・カレニナ』をロサンゼルス滞在中にビデオで見た10年後、ロサンゼルスから出演依頼があって、今思うと仕組まれていたかのよう[5]。
- アンナが子供を捨てて他の男に走ったとは思えない。望んで置き去りにしたのではない。自分には想像ができない[5]。
- アンナのように自分の行動に自信がなく、罪悪感があり、自分が汚れていると思っていると悲劇的な結果を招いてしまう[5]。
- 役柄には同化するのではなく同情することにして自分との距離を作るが、アンナの場合は完全に同化していた。ブラックホールのように飲み込まれ、役を自分から追い出すのに時間がかかった。今までに得た最高の役だと思うが、映画を見られない[5]。